# Igor Boelza
Igor Boelza, né le 8 février 1904 à Kielce et mort le 5 janvier 1994 à Moscou, est un musicologue et compositeur russe.

## Biographie
Igor Boelza fait ses études en philologie à l'Université de Kiev. Il enseigne ensuite au Conservatoire de Kiev de 1929 à 1941 et au Conservatoire de Moscou de 1942 à 1949. Il fait partie, de 1941 à 1948, du bureau des Éditions musicales d'État à Moscou, ainsi qu'à l'Institut d'histoire de l'art de 1954 à 1961. En 1961, il fait partie de l'Institut des études slavonnes de l'Académie des sciences de l'URSS.
Il écrit de nombreux articles sur la musique slave dans différentes revues.

## Œuvres
- (en) Handbook of Soviet Musicians, Londres, 1943
- Classiques de l'opéra tchèque, Moscou, 1951
- Histoire de la culture musicale polonaise, Moscou, 1954
- Histoire de la culture musicale tchèque, Moscou, 1959-1973